# Krasnodolne, Djankoi
Krasnodolne (în ucraineană Краснодольне) este un sat în comuna Roșciîne din raionul Djankoi, Republica Autonomă Crimeea, Ucraina.

## Demografie
Componența lingvistică a localității Krasnodolne
     Rusă (61,83%)
     Tătară crimeeană (24,07%)
     Ucraineană (13,49%)
Conform recensământului din 2001, majoritatea populației localității Krasnodolne era vorbitoare de rusă (61,83%), existând în minoritate și vorbitori de tătară crimeeană (24,07%) și ucraineană (13,49%).